# Моррис-стрит (Манхэттен)
Мо́ррис-стрит (англ. Morris Street) — улица в Нижнем Манхэттене, Нью-Йорк. Улица поделена надвое въездом в тоннель Бруклин — Бэттери. Восточный её отрезок проходит от Бродвея до Гринвич-стрит и является односторонним, западный — от Вашингтон- до Вест-стрит.
Своё название Моррис-стрит получила в 1829 году в честь политика Говернера Морриса, одного из авторов Генерального плана Манхэттена. До этого она была частью Бивер-стрит. Восточная часть улицы проложена по образованной в этом месте в начале XIX века городской свалке. Ныне в этом месте расположено высотное жилое здание Вест-стрит, 21 в стиле ар-деко. Оно занесено в Национальный реестр исторических мест США.

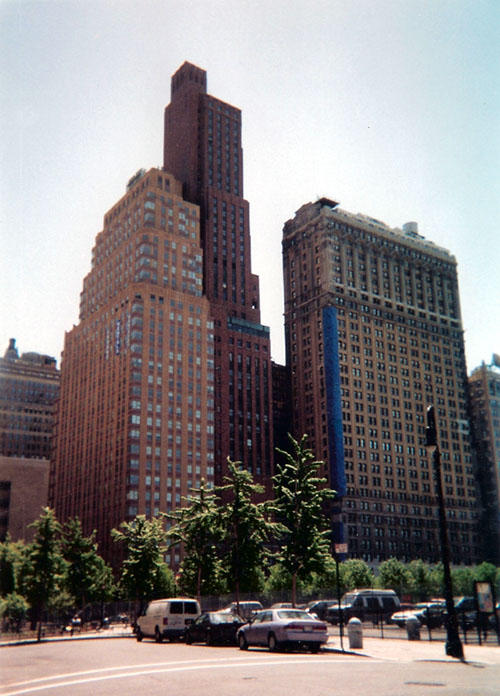
Вид на здание Вест-стрит, 21 (слева), выходящее левым фасадом на восточную часть Моррис-стрит; май 2001 года